# Црни пантер
Црни пантер је назив за било коју од великих мачака са потпуно црним крзном (меланизам). Најчешће се под термином црни пантер мисли на црну варијанту леопарда, а у Јужној Америци — црна варијанта јагуара. Меланизам код мачака је генетички одређена особина, која не утиче на плодност или квалитет живота, нити смета носиоцима да се укрштају са немеланистичним јединкама.

## Црни леопард
Црни леопард је најчешћа врста црног пантера у заробљеништву. Узгаја се посебно за зоолошке вртове и трговине егзотичним љубимцима. У природи се у просеку сваки трећи леопард рађа као црни пантер. Изузетак је амурска (сибирска) подврста леопарда, код које су у прошлости забележена само два црна примерка, 1937. и 1972. године. Црни леопарди су нешто мањи од нормално обојених, а црна боја крзна се наслеђује аутозомално рецесивно. Под одређеним угловима, могу се видети шаре карактеристичне за леопарда. Црни леопард се у природи може наћи на просторима југозападне Кине, Мјанмара, Непала, јужне Индије, Јаве и јужног дела Малајског полуострва. Такође су присутни у Африци, јужно од Етиопије. .

## Црни јагуар
Црна боја крзна код јагуара се наслеђује аутозомално доминантно. Црни јагуар је био и остао предмет дивљења не само Индијанаца, већ и досељеника који су га називали „црним лавом“. Међутим, при парењу лава и црног јагуара потомци неће бити црно обојеног крзна, већ ће доћи до мешања црне и наранџасто-жуте боје, као и до показивања шара које су карактеристичне за јагуара.